# M.O.N.T
 (mai 2023).
La mise en forme du texte ne suit pas les recommandations de Wikipédia : il faut le « wikifier ».
Les points d'amélioration suivants sont les cas les plus fréquents. Le détail des points à revoir est peut-être précisé sur la page de discussion.
- Les titres sont pré-formatés par le logiciel. Ils ne sont ni en capitales, ni en gras.
- Le texte ne doit pas être écrit en capitales (les noms de famille non plus), ni en gras, ni en italique, ni en « petit »…
- Le gras n'est utilisé que pour surligner le titre de l'article dans l'introduction, une seule fois.
- L'italique est rarement utilisé : mots en langue étrangère, titres d'œuvres, noms de bateaux, etc.
- Les citations ne sont pas en italique mais en corps de texte normal. Elles sont entourées par des guillemets français : « et ».
- Les listes à puces sont à éviter, des paragraphes rédigés étant largement préférés. Les tableaux sont à réserver à la présentation de données structurées (résultats, etc.).
- Les appels de note de bas de page (petits chiffres en exposant, introduits par l'outil «  Source ») sont à placer entre la fin de phrase et le point final[comme ça].
- Les liens internes (vers d'autres articles de Wikipédia) sont à choisir avec parcimonie. Créez des liens vers des articles approfondissant le sujet. Les termes génériques sans rapport avec le sujet sont à éviter, ainsi que les répétitions de liens vers un même terme.
- Les liens externes sont à placer uniquement dans une section « Liens externes », à la fin de l'article. Ces liens sont à choisir avec parcimonie suivant les règles définies. Si un lien sert de source à l'article, son insertion dans le texte est à faire par les notes de bas de page.
- La présentation des références doit suivre les conventions bibliographiques. Il est recommandé d'utiliser les modèles {{Ouvrage}}, {{Chapitre}}, {{Article}}, {{Lien web}} et/ou {{Bibliographie}}. Le mode d'édition visuel peut mettre en forme automatiquement les références.
- Insérer une infobox (cadre d'informations à droite) n'est pas obligatoire pour parachever la mise en page.

Pour une aide détaillée, merci de consulter Aide:Wikification.
Si vous pensez que ces points ont été résolus, vous pouvez retirer ce bandeau et améliorer la mise en forme d'un autre article.
M.O.N.T (coréen : 몬트) est un boys band sud-coréen formé par FM Entertainment. Il est composé de trois membres : Narachan, Bitsaeon et Roda.  
En 2017, le groupe sort leur premier single numérique Sorry. La même année, ils participent à l'émission de télé-réalité Mix Nine (en). En janvier 2019, M.O.N.T sort leur premier mini-album Going Up, marquant leurs débuts officiels. 

## Nom
Le nom du groupe, M.O.N.T est un acronyme pour « Members of the National Team » (Membres de l'équipe nationale), indiquant leur ambition de devenir un représentant de la K-pop.

## Histoire

### Débuts du groupe (2017-2019)
Le groupe est formé par le label FM Entertainment sur l'île de Ganghwa, dans la municipalité d'Incheon en 2017. Le 21 mai 2017, M.O.N.T sort leur single de pré-début alternatif R&B - dancehall Sorry. En octobre, les membres du groupe participent à l'émission de télé-réalité Mix Nine (en) de JTBC. Bitsaeon et Roda sont éliminés durant le 8e épisode, arrivant respectivement 104e et 103e au classement général. Narachan est éliminé au 10e épisode, arrivant 33e. L'année suivante, le groupe organise plusieurs concerts à l'étranger. 
Le 4 janvier 2019, M.O.N.T sort leur premier mini-album Going Up ayant pour titre phare Will You Be My Girlfriend?, marquant leurs débuts officiels. Le même jour, ils organisent un showcase pour présenter leur album. De mars à mai 2019, M.O.N.T se lance dans leur première tournée mondiale Will You Be My Mint Global Tour, où ils se produisent dans 16 villes de 11 pays différents. Lors de leur performance à Paris, ils interprètent Papaoutai de Stromae en français. 
Au milieu de la guerre commerciale entre le Japon et la Corée du Sud, M.O.N.T met en ligne le clip vidéo de leur single patriotique 대한민국만세 (Daehan Minguk Mansae) le 13 août 2019, soit deux jours avant la journée nationale de la libération de la Corée. Les paroles, utilisant des mots coréens purs, sont écrites par les membres et font référence au contentieux sur les rochers de Liancourt entre la Corée du Sud et le Japon. Ils sont les premières idoles à avoir filmé un clip sur les rochers de Liancourt, un groupe d'îlots connus sous le nom de Dokdo dans la péninsule coréenne. Les bénéfices de la chanson réalisés via les magasins de musique en ligne ont été reversé aux "descendants de ceux qui ont contribué au pays".  
Le 25 août, M.O.N.T sort son second mini-album Awesome Up! avec comme titre-phare Rock Paper Scissors. Les illustrations sur la pochette de l'album ont été dessinées par Roda. Le 24 octobre, la veille du Jour de Dokdo, le trio sort leur single The Korean Island Dokdo, suivi de son clip vidéo. En novembre 2019, le groupe commence une seconde tournée mondiale Attention Korea with MONT Tour. Lors de leur concert à Paris le 1er décembre, ils chantent de nouveau une chanson française : Dommage de Bigflo et Oli. 

### M.O.N.T Arena etListen Up! (2020)
En 2020, FM Entertainment annonce le projet "M.O.N.T Arena". M.O.N.T deviendrait un ensemble de trois groupes ayant des genres et concepts distincts, chacun comportant trois membres. Entre les groupes, les membres peuvent former une unité distincte composée de deux à neuf personnes. Le 31 janvier 2021, le rappeur Beomhan (coréen : 범한) est dévoilé comme le premier nouveau membre de M.O.N.T Arena. Cependant, ce projet ne sera jamais mené à terme. 
M.O.N.T sort leur troisième mini-album Listen Up! le 16 octobre, avec pour titre-phare Anti-Hero. Chaque membre interprète une chanson en solitaire dans cet album : SEPTEMBER-Hills pour Narachan, Moonlight pour Bitsaeon et lethargy (coréen : 무믊) pour Roda.
En novembre, Bitsaeon annonce son enrôlement militaire obligatoire.

### Activités en solo, enrôlements au service militaire,Peak Time(2021-2022)
Début 2021, durant l'absence de Bitsaeon, Roda et Narachan sortent chacun un single en solitaire : Beautiful Sunday pour Narachan et Anxious pour Roda. En mars, Roda expose ses peintures lors d'une exposition intitulée Gallery De Roda I. "The Nutcracker". Le 30 avril, le duo sort le single et le clip de Bottle. Narachan est enrôlé à partir de mai 2021. 
Roda sort son single Stupidly in Love le 29 septembre 2021. Entre le 1er et le 16 janvier 2022, il participe au FM Tour 2022 New Year Kick Off avec Jay Chang et Beomhan. Quelques jours après la fin de son service militaire, Bitsaeon sort un single en solitaire intitulé Telescope le 3 juin 2022. En parallèle de sa carrière musicale, Roda tient deux nouvelles expositions intitulées Gallery De Roda II. "Shackles" en novembre 2021 et Gallery De Roda III. "Mono" en octobre 2022. Narachan termine son service militaire obligatoire en novembre 2022. 

### Peak Time, B.D.U,IDGAF(2023-2024)
En 2023, Roda et Bitsaeon participent à l'émission de télé-réalité Peak Time (en) de la chaîne JTBC, où ils termineront 6e. En septembre de la même année, Roda tient une quatrième exposition Gallery De Roda IV. "Black Hole".
A partir de janvier 2024, Bitsaeon participe à la télé-réalité Build Up: Vocal Boy Group Survival (en) de Mnet. Dans le dernier épisode, diffusé le 29 mars, il termine premier avec Seunghun, Jay Chang (en) et Kim Min-seo. Ils sont annoncés comme membres du nouveau groupe B.D.U (en). Le quatuor débute avec leur EP Wishpool (en) le 26 juin.
Le 27 février 2027, M.O.N.T sort leur quatrième mini-album IDGAF. Ils organisent un showcase le même jour. 
Le 2 décembre 2024, M.O.N.T sort leur single When Winter Comes.

### Somewhere Out There,On My Way To You (2025)
Le 4 janvier 2025, le trio sort leur cinquième mini-album intitulé Somewhere Out There, ayant pour titre-phare OMW.
En mars 2025, M.O.N.T se lance dans une nouvelle tournée européenne intitulée On My Way To You. Lors de leur concert à Paris, Roda et Bitsaeon interprètent Ma meilleure ennemie de Stromae et Pomme avec Soleil Nocturne, qui faisait également la première partie du concert.

## Style musical
M.O.N.T a cité R.ef et Pentagon comme modèles,. Musicalement, le premier album de M.O.N.T comprend de la musique de dance, des ballades pop et des morceaux acoustiques. 

## Membres
| Nom de scène | Nom de scène | Nom de naissance | Nom de naissance | Date de naissance | Nationalité | Position            |
| Romanisé     | Coréen       | Romanisé         | Coréen           | Date de naissance | Nationalité | Position            |
| ------------ | ------------ | ---------------- | ---------------- | ----------------- | ----------- | ------------------- |
| Bitsaeon     | 빛새온       | Kim Sang-Yeon    | 김상연           | 4 juin 1995       | Sud-coréen  | Vocaliste principal |
| Narachan     | 나라찬       | Jung Hyun-Woo    | 정현우           | 23 septembre 1996 | Sud-coréen  | Leader              |
| Roda         | 로다         | Shin Joong-Min   | 신중민           | 19 septembre 1998 | Sud-coréen  | Rappeur             |

Les membres du groupe utilisent des mots coréens purs comme noms de scène.

## Discographie

### Albums

#### Mini-albums
| Titre               | Détails de l'album                                                                            | Positions | Ventes       |
| Titre               | Détails de l'album                                                                            | KR        | Ventes       |
| ------------------- | --------------------------------------------------------------------------------------------- | --------- | ------------ |
| Going Up            | - Sortie : 4 janvier 2019 - Label : FM, Kakao M - Formats : CD, téléchargement numérique      | 61        | - KR : 824   |
| Awesome Up !        | - Sortie : 25 août 2019 - Label : FM, Kakao M - Formats : CD, téléchargement numérique        | 49        | - KR : 500   |
| Listen Up !         | - Sortie : 16 octobre 2020 - Label : FM, Kingpin - Formats : CD, téléchargement numérique     | —         |              |
| IDGAF               | - Sortie : 27 février 2024 - Label : FM, Genie Music - Formats : CD, téléchargement numérique | 42        | * KOR: 9,815 |
| Somewhere Out There | - Sortie : 4 janvier 2025 - Label : FM, Genie Music - Formats : CD, téléchargement numérique  |           |              |

### Singles
| Titre                                                                                  | Année | Album               |
| -------------------------------------------------------------------------------------- | ----- | ------------------- |
| "Sorry"                                                                                | 2017  | Going Up            |
| "Will You Be My Girlfriend ?" (사귈래 말래, Sagwillae Mallae)                          | 2019  | Going Up            |
| "Daehan Minguk Mansae" (대한민국만세, Daehan Minguk Manse) Presbytère de Daehan Minguk | 2019  | Single hors album   |
| "Rock Paper Scissors" (가위바위보, Gawibawibo)                                         | 2019  | Awesome Up !        |
| "The Korean Island Dokdo" (독도는 우리땅, Dokdoneun Urittang                           | 2019  | Single hors album   |
| "Tired" (피곤, Pigon)                                                                  | 2020  | Awesome Up!         |
| "Boom Bang" (붐뱅, Bum Baeng)                                                          | 2020  | Listen Up!          |
| "Shadow"                                                                               | 2020  | Listen Up!          |
| "Anti-Hero"                                                                            | 2020  | Listen Up!          |
| "IDGAF"                                                                                | 2024  | IDGAF               |
| "When Winter Comes"                                                                    | 2024  | Somewhere Out There |
| "OMW"                                                                                  | 2025  | Somewhere Out There |